# Rarécourt
Rarécourt település Franciaországban, Meuse megyében. Lakosainak száma 205 fő (2022. január 1.). Rarécourt Beaulieu-en-Argonne, Clermont-en-Argonne, Froidos és Ville-sur-Cousances községekkel határos.

## Népesség
A település népessége az elmúlt években az alábbi módon változott:
| Lakosok száma | 276  | 210  | 201  | 228  | 205  | 207  | 222  | 224  | 225  | 205  |
|               | 1968 | 1982 | 1990 | 2006 | 2013 | 2015 | 2017 | 2019 | 2020 | 2022 |